# 653 aC
L'any 653 aC va ser un any del calendari romà pre-julià. A l'Imperi Romà es coneixia com l'any 101 ab urbe condita. La denominació 653 aC per a aquest any s'ha utilitzat des de l'època medieval primerenca, quan l'era del calendari Anno Domini es va convertir en el mètode prevalent a Europa per nomenar els anys.

## Esdeveniments
- Les forces elamites ataquen el sud de Babilònia. Un gran exèrcit assiri enviat pel rei Assurbanipal derrota els elamites i mata el seu rei, Teumman. El succeeix el seu nebot Humbannikaix II.

## Necrològiques
- Tanutamon, faraó d'Egipte
- Teumman, rei d'Elam